# 尤利娅·布列
尤利娅·布列（羅馬尼亞語：Iulia Bulie，1967年7月3日—），旧姓博贝伊克（Bobeică），罗马尼亚女子赛艇运动员。她曾代表罗马尼亚参加1992年和1996年夏季奥林匹克运动会赛艇比赛，其中1992年奥运会获得一枚银牌。